# Mihálisz Kapszísz
Mihálisz Kapszísz (görögül: Μιχάλης Καψής; Pireusz, 1973. október 18. –) görög válogatott labdarúgó.
Tagja volt a 2004-ben Európa-bajnokságot nyert görög válogatott keretének illetve részt vett a 2005-ös konföderációs kupán.

## Sikerei, díjai
AÉK
- Görög kupagyőztes (2): 2000, 2002

Olimbiakósz
- Görög bajnok (1): 2006
- Görög kupagyőztes (1): 2006

APÓEL
- Ciprusi bajnok (1): 2007
- Ciprusi kupagyőztes (1): 2008

Görögország
- Európa-bajnok (1): 2004